# Federazione di baseball d'Israele
La Federazione israeliana di baseball (eng. Israel Association of Baseball; heb. איגוד הישראלי לבייסבול) è un'organizzazione fondata nel 1986 per governare la pratica del baseball in Israele.
Organizza il campionato di baseball israeliano, e pone sotto la propria egida la nazionale maschile.